# La casa di bambù
La casa di bambù (House of Bamboo) è un film del 1955, scritto e diretto da Samuel Fuller. È il primo film di Hollywood girato interamente in Giappone. Per certi aspetti si tratta di un rifacimento di Strada senza nome (1948), scritto dallo stesso Harry Kleiner, anch'esso basato su un poliziotto infiltrato.

## Trama
Il film è ambientato in Giappone, negli anni del secondo dopoguerra, quando il paese si trovava sotto protettorato statunitense. Il racconto si apre con un attacco a un treno che trasporta un carico di armi a opera di una banda misteriosa. Durante l'attacco viene ucciso il sergente americano di guardia, e per questo motivo l'indagine sul crimine viene svolta dalla polizia giapponese in collaborazione con quella americana. Alcune settimane dopo, un americano di nome Webber viene trovato ferito con alcuni dei proiettili rubati - aveva partecipato a un altro colpo ma, rimasto indietro, i suoi compagni avevano tentato di finirlo per non farlo cadere nelle mani della polizia. Interrogato in punto di morte, Webber non tradisce i suoi complici ma rivela di essere sposato in segreto con una donna giapponese, Mariko. Gli investigatori decidono di infiltrare uno dei loro, il sergente Kenner, nella banda. L'infiltrato prende l'identità di Eddie Spanier, un amico di Webber, per ottenere la fiducia di Mariko, la quale rivela che il coniuge apparteneva a una banda capitanata da un americano, Sandy Dawson. Unitosi alla banda, Eddie partecipa alle azioni criminose e nel frattempo tra lui e Mariko nasce una simpatia che si sviluppa in amore.
La banda progetta un colpo alla banca di Tokyo. Kenner si serve di Mariko per informare le autorità, ma la donna viene scoperta da un luogotenente di Dawson, Griff. La rapina viene annullata e Sandy, dopo aver creduto che fosse stato Griff ad avvertire la polizia, viene informato che in realtà la spia è Eddie. Sandy organizza un finto colpo per vendicarsi di Eddie, ma il piano fallisce e, inseguito dalla polizia in un parco giochi, rimane ucciso. Il film si chiude sull'immagine di Kenner e Marico che camminano fianco a fianco in un parco.